# كارول لاي
كارول لاي (بالإنجليزية: Carol Lay)‏ هي فنانة قصص مصورة أمريكية، ولدت في 15 سبتمبر 1952 في ويتير في الولايات المتحدة.

## وصلات خارجية
- الموقع الرسمي
- كارول لاي على موقع ميوزك برينز (الإنجليزية)
- كارول لاي على موقع ديسكوغز (الإنجليزية)